# Rosariense Clube
Rosariense Desportivo Clube is een Kaapverdische voetbalclub. De club speelt in de Santo Antão Eiland Divisie (Noord), op Paúl in Santo Antão, waarvan de kampioen deelneemt aan het Kaapverdisch voetbalkampioenschap, de eindronde om de landstitel.

## Erelijst
Santo Antão Eiland Divisie
1993/94, 1994/95
Santo Antão Eiland Divisie (Noord)
1997/98, 2006/07, 2010/11
Beker van Ribeira Grande
2006/07